# Hejtus
Hejtus (dodatkowa nazwa w j. kaszub. Hejtuz) – część wsi kaszubskiej Pomieczyno w Polsce, położona w województwie pomorskim, w powiecie kartuskim, w gminie Przodkowo. Wchodzi w skład sołectwa Pomieczyno.
W latach 1975–1998 Hejtus administracyjnie należał do województwa gdańskiego.
1 km na zachód od Pomieczyna Królewskiego znajduje się osada Hejtus. Nazwa osady w 1773 roku została zapisana jako Heytuss, w 1789 r. Heitus, w 1865 r. Heytus. Od 1921 r. nazywa się Hejtus. Podobnych osad powstawało wiele w XVII i XVIII w. W 1773 r. pustkowie opuścił zarządca Deynert i otrzymał je Andrzej Cirocki. W 1820 r. stały tutaj 2 królewskie gburstwa, mieszkało tu 12 osób. Jeszcze w 1885 r. osada należała do Sianowskiej Huty. Wówczas w 8 domach mieszkało 75 osób. Ze spisu ludności z 1.12.1890 r. dowiadujemy się, że mieszkało tu 63 Kaszubów katolików.
Według lustracji królewszczyzn z 1664 r. osada Hejtus należała do starostwa mirachowskiego i była królewszczyzną, stanowiła własność króla. W 1701 r. żyło tu 8 luteran i odnotowano dolnoniemiecką nazwę Hejtus, tzn. dom na siano. W 1701 r. w osadzie-pustkowiu Heytus (Hytus) odnotowano hutę szkła. Najpierw została tu wybudowana buda na siano, a następnie gospodarstwo i huta szkła. Do 1775 r. miejscowość należała do parafii Strzepcz, natomiast od 1775 r. Sianowo prowadziło księgi parafialne i do tej parafii należał Heytus. W 1765 r. mieszkał tu Mikołaj Paszeta, który płacił z tego pustkowia 50 złotych pruskich. Jego budynki były w dobrym stanie. Jeśli chodzi o tacę, to ze wsi Pomieczyna i pustkowia Hejtuza każdy powinien dać do Strzepcza księdzu po wiertlu żyta, tyleż owsa. W 1765 r. miejscowość należała do powiatu mirachowskiego, natomiast w 1773 r. Heytuss należał do powiatu kartuskiego.
W 1848 r. Heytusem zarządzał Urząd Domen w Kartuzach, stały tu 3 budynki, mieszkało 31 katolików. Obszar wsi zajmował 1 włókę (1 włóka "nowopolska" (od 1819 r.) = 30 morg = 16,79616 ha). W 1852 r. Joseph Miotk posiadał grunty na Heytusie i w Pomieczynie Królewskim. Do 1882 r. jego areał ziemi ornej na Heytusie wynosił 1,69ha, natomiast w Pomieczynie Królewskim 6,83ha. Ziemie te, wraz z budynkiem mieszkalnym na Heytusie, małym podwórkiem z ogrodem o powierzchni 3/4 morga (ok.0,42ha)oraz stodołą, na mocy umowy sądowej z 24.03.1882 r. weszły w skład wspólności ustawowej małżeńskiej Albrechta i Marianny Wilczewskich. Umowa opiewała na rentę dożywotnią na kwotę 1200 marek dla Josepha Miotk i Magdalene z d. Meise. Wspomniane gospodarstwo rolne Wilczewscy sprzedali jakiś czas później Johannowi Schulz. Środki ze sprzedaży pozwoliły im nabyć majątek o powierzchni 82 mórg za zgodą pruskich władz od niemieckiego osadnika Brücknera. Część tego majątku pochodziła od rodziny Hoenego z Pępowa (Pempau). Wskutek pruskich prześladowań Wilczewscy zdecydowali się opuścić Heytus w 1904 r. Po 1904 r. część gospodarstwa po Wilczewskich na Heytusie nabyło małżeństwo Joseph Schroeder i Rosalia z d. Hoeft.
W III tomie Słownika Geograficznego Królestwa Polskiego i innych krajów słowiańskich, wydanego w 1882 r., czytamy:
Hejtus, inaczej Haytus, wybudowanie do Sianowskiej Huty, powiat kartuski, w okolicy lesistej i piaszczystej, niedaleko traktu bitego lezeńsko-pomieczyńskiego (wejherowskiego), przedtem posiadłość starostwa mirachowskiego, na własność wydana w 1820 r. Parafia Sianowo, szkoła Pomieczyno, poczta Kartuzy. Słowa " na własność wydana w 1820 r." oznaczają, że tutejsi chłopi z woli króla pruskiego Fryderyka Wilhelma III zostali uwłaszczeni i otrzymali wolność osobistą.
W latach 1867–1905 dzieci z Hejtusa pobierały naukę (początkowo w języku polskim, a od 1873 r. usuwano polski ze szkolnictwa) w elementarnej szkole katolickiej w Pomieczynie Szlacheckim (budynek Jakuba Konkola naprzeciwko obecnego kościoła). Od 1905 r. dzieci z Hejtusa uczyły się w nowej ceglanej szkole elementarnej w Pomieczynie (obecnie ul.Kartuska 16). W 1905 r. mieszkało tu 75 osób. Dnia 13.03.1919 r. w walkach na zachodzie poległ Leo Miotk. Urodził się 12.06.1897 r. na Heytusie. Spoczywa w Żaganiu w kwaterze poległych w I wojnie światowej na cmentarzu komunalnym przy ulicy Kożuchowskiej.
Już po odzyskaniu niepodległości w 1921 r. na Hejtusie w 10 domach zamieszkiwało 36 mężczyzn i 33 kobiety. Podczas spisu każdy i każda z nich podali wyznanie rzymskokatolickie i narodowość polską. 15 listopada 1927 r. osada przeszła z sianowskiej parafii do pomieczyńskiej pw. św. Józefa. Żyło tu wówczas 60 osób. W 2014 r. liczba mieszkańców wyniosła 43.
Corocznie w lipcu przez wieś przechodzą pielgrzymi z Chwaszczyna (ósma pielgrzymka w 2013 r.) oraz z Banina (jedenasta pielgrzymka w 2013 r.) do Sianowa na odpust Matki Boskiej Szkaplerznej, Królowej Kaszub. Towarzyszy im w drodze orkiestra dęta. Niedaleko wsi są dwa przysiółki o nazwach: Brazylia i Syberia. Wieś Hejtus graniczy z otuliną Kaszubskiego Parku Krajobrazowego, natomiast do granic parku są 4 km.
Miejscowość graniczy z gminą Kartuzy. Kilkaset metrów stąd w kierunku północnym przebiega granica powiatu kartuskiego i wejherowskiego (granica gminy Przodkowo z gminą Szemud). Ok.200 m na południe od wspomnianej granicy powiatów znajduje się wzniesienie o wysokości 242,6 m n.p.m. Odległości drogowe Gdańsk Port Lotniczy (29 km), Gdańsk Wrzeszcz (33 km), Gdynia Główna (39 km), Wejherowo (30 km), Kartuzy (16 km), Szymbark (35 km), Sianowska Huta (3 km), Sanktuarium Matki Boskiej Królowej Kaszub w Sianowie (7 km), Pomieczyno (1,9 km).
Odległości do najbliższych jezior: 4,5 km Otalżyno (powierzchnia 79,6ha), 3,5 km Białe (54,6ha) i Czarne, 2,5 km Dębice. Z Pomieczyna na Hejtus prowadzi ulica Słupia. W 1951 r. państwo Dampc zbudowali ceglaną kapliczkę, która znajduje się przed lasem przy drodze prowadzącej w kierunku Sianowskiej Huty. Widnieje na niej napis "Królowo Korony Polski Módl się za nami L.T.D.1951 r." Przed 1951 r. w tym miejscu stał krzyż. W 1962 r. na Hejtusie zabłysła pierwsza żarówka, pojawiła się elektryczność.
W okolicznych mokradłach znajdują się siedliska żurawia.
Działa tu Pomorski Ośrodek Rehabilitacji Dzikich Ptaków i Drobnych Ssaków "Ostoja". Ośrodek w Hejtusie prowadzony jest przez Stowarzyszenie Pomocy Zwierzętom Ostoja, którego siedzibą jest klinika weterynaryjna w Gdyni. Przyjmowane są tu ptaki od wróbla po orła oraz ssaki: jeżowate, wiewiórki, gryzonie z rodziny pilchowatych i zające.
Przez Hejtus przebiega całoroczny szlak do turystyki pieszej, rowerowej i narciarstwa biegowego na odcinku Chwaszczyno – Sianowo Tu bierze początek żółty (3,7 km), czerwony (15 km) i zielony (14,6 km) szlak Nordic Walking Przez Hejtus prowadzi Błękitny Szlak Rowerowy, łączący stację kolejową w Gdańsku-Osowej z Sianowem (34 km). Hejtus znajduje się również na zielonej trasie rowerowej, tzw. Kartuska Przyrodnicza Trasa Rowerowa Kartuzy – Łapalice – Jez. Białe – Pomieczyńska Huta – Sianowo o długości 26,5 km. W odległości ponad 1 km znajduje się droga wojewódzka nr 224. Część tej drogi (Leźno-Pomieczyno) wybudowano w l. 1866–1869. natomiast 5,5 km stąd znajduje się nieczynna dziś linia kolejowa Kartuzy-Lębork (powstała w październiku 1905 r.)
Hejtus jest położony w obrębie obwodu łowieckiego nr 47 "Smolne Błoto" w sektorze VI
16.11.2014 r. w wyborach samorządowych radnym Gminy Przodkowo został wybrany mieszkaniec Hejtusa, 42-letni Franciszek Walkusz. Wybrany ponownie w wyborach samorządowych w 2018 r.
Z Hejtusa pochodził Ignacy Wilczewski – polski działacz społeczny w Wolnym Mieście Gdańsku, kolejarz i muzyk, który w 1941 roku poniósł bohaterską śmierć w obozie koncentracyjnym Mauthausen-Gusen wskutek stanięcia w obronie maltretowanego współwięźnia. Obecnie jego imię nosi skwer w Gdańsku-Siedlcach, położony u zbiegu ulic Kartuskiej, Bema i Zakopiańskiej.